# Besiáns
Besiáns es una localidad de la Ribagorza situado a 3 km de Perarrúa, a cuyo término municipal pertenece, en la provincia de Huesca.

## Geografía
Se trata de un núcleo de población integrado dentro del municipio de Perarrúa junto con El Mon de Perarrúa y Arués, ya deshabitados.
El pueblo se encuentra dividido en dos por el río Ésera y se une a través de su puente bajomedieval, la parte ubicada en elevación es la parte más antigua, mientras que la más moderna se encuentra junto a la carretera de Graus con Benasque.

## Historia
La primera noticia data del 908, cuando el presbítero Malangeco regaló a Santa María de Obarra una viña de Besiáns. En octubre de 1020 aparecen mencionados unos molinos de Besens y en el 1093, el obispo de Roda Ramón Dalmau entregaba al arcediano de Ribagorza las iglesias de Santaliestra y de Besians.
Posteriormente en el 1102 el rey Pedro I de Aragón dio a San Vicente de Roda la villa de Bisense, siendo confirmado por su hermano Alfonso I en el 1124.  Ramiro II de Aragón donó en 1135 la iglesia de Besiáns a la catedral de Roda de Isábena.  Aunque el primer documento escrito conservado es de 1018.
Para el 1328 la iglesia de Besians contaba con un vicario perpetuo llamado Ramon de Portaspana, teniendo que mantener la sede rotense una lámpara, ya en el 1510 el templo contaba con un rector ausente llamado Domingo Albero, aunque servía como párroco Juan Faro.

### Señorío rotense
El 27 de abril de 1272 Berenguer, quien era el tesorero de Roda donó, con la aprobación del obispado, la iglesia y abadía de Besians junto con su molino a Pedro Pucell con la obligación de pagar cuarenta sueldos al año, entregando veinte para San Miguel y otros veinte para Pascua además de medio cahíz de trigo, medio nietro de vino, dos corderos y una quartera de miel.
El 26 de marzo de 1308 el cabildo de San Vicente de Roda, representado por el prior y futuro obispo de Lérida, Ponce de Aguilanido, recibía de Pedro de San Vicente, quien también era señor de Troncedo, tanto la villa como castillo de Besians tras la realización del homenaje y tras el pago de treinta y nueve mil sueldos jaqueses a Pedro de San Vicente en el 1323.

### Disputas sobre la posesión de Besiáns
En el 1650 la Audiencia de Aragón reconocía los derechos de Antonio Abarca sobre la jurisdicción civil y los derechos de dominicatura sobre la población después de que en el 1637 Ramón de Mur, señor de las baronías de Formigal, Paralluelo y Rañín, aportase documentos sobre sus derechos en la jurisdicción civil y doscientos mil sueldos que recibía de Besians.
Ya en el 1611 Francisco de Altarriba y Mur defendía también unos derechos ante el cabildo de Roda y dos años después lo hacía junto a su mujer Jerónima de Mur, quien además de Antonio de Abarca y de Rafael de Mur se ratificaban sobre sus derechos sobre Besians con la jurisdicción civil y derechos dominicales.
Los conflictos por los diversos derechos en la población no se limitaban entre nobles laicos, sino que también sucedieron entre laicos y eclesiásticos, siendo el caso del carlán Tomás Abarca y el prior Cetina de Roda, quienes en el 1680 mantuvieron un tenso conflicto sobre el nombramiento de bayle de la población que terminaría inclinándose a favor del prior en el 1681.

## Lengua
Chabier Tomás Arias en su libro sobre el aragonés viejosobrarbés registra en Besiáns los artículos a, as, de forma similar a La Fueva, aunque se hable ribagorzano.
En la pastorada de Besiáns se puede leer un pasado perfecto sintético en lo cielo ie fizo un gran prodigio. No obstante es problemático relacionar el habla de las pastoradas ribagorzanas con el ribagorzano del pasado reciente porque, en opinión de algunos autores, algunos trozos imitan el habla de La Fueva o el Sobrarbe, considerada más rústica que el ribagorzano.

## Monumentos
- Iglesia de San Juan Evangelista de Besiáns, una iglesia del siglo XII en estilo románico, considerada como una de las joyas del arte románico en la Ribagorza.[5][6]
- Puente de Besiáns sobre el Ésera con 5 arcos, también en estilo románico.[7]
- Castillo medieval.[4]